# 小行星4465
小行星4465（4465 Rodita）是一颗围绕太阳公转的小行星。1969年10月14日，貝拉·A·伯納謝娃在克里米亚发现了此天体。
这颗小行星的绝对星等为62.6530763288156等。